# Epipedobates anthonyi
Espèce
Synonymes
- Phyllobates anthonyi Noble, 1921

Statut de conservation UICN

 NT  : Quasi menacé
Statut CITES
Epipedobates anthonyi est une espèce d'amphibiens de la famille des Dendrobatidae ou « poison-dart frogs » (en français grenouilles à flèches empoisonnées). Les grenouilles de cette famille sont toutes capables de produire un mucus toxique sur leur peau, en l'occurrence une toxine lipophile à base de l'alcaloïde pipéridinique "épibatidine".
Selon les conclusions des chercheurs, l'epibatidine semble être une toxine générée entièrement à partir des sources alimentaires de cette grenouille à l'état sauvage, particulièrement dans les plantations de cacao abritant les fameux "arbres à piment". Ce serait pour cette raison que les grenouilles élevées en captivité ne produiraient pas d'épibatidine. C'est pourquoi, dans la limite de 40 individus, le Certificat de Capacité (CDC) mention détention et élevage (à but non lucratif) délivré par la Préfecture après avis de la Direction Départementale de Protection des Populations (DDPP, anciennement Direction des Services Vétérinaires), n'est pas requis pour la détention de cette espèce.

## Étymologie
Cette espèce est nommée en l'honneur du mammalogiste Harold Elmer Anthony qui a découvert l'holotype.

## Caractéristiques
Les mâles mesurent de 19,0 à 24,5 mm et les femelles de 21,5 à 26,5 mm.

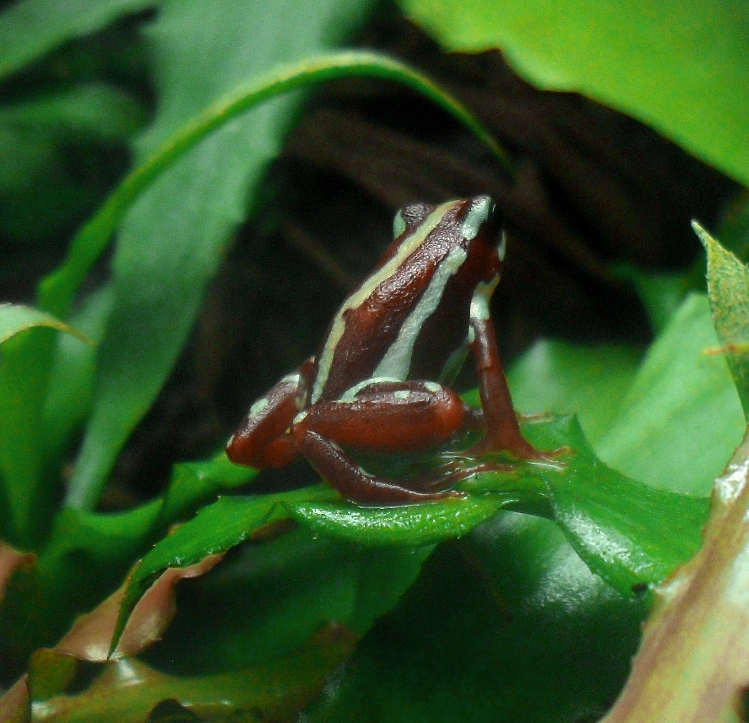
Epipedobates anthonyi

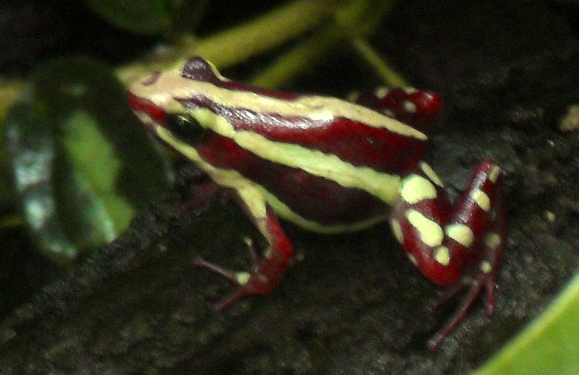
Epipedobates anthonyi

Epipedobates anthonyi produit un mucus toxique sur la peau, qui contient de l'épibatidine (un alcaloïde). La résistance de cette grenouille à son propre venin est due à des mutations du gène codant le récepteur ordinairement sensible à la toxine.

## Écologie et comportement

### Alimentation
Les adultes se nourrissent de petits arthropodes, principalement d'insectes.

### Reproduction
La femelle pond de 15 à 40 œufs de 2 mm de diamètre environ. Ils sont déposés sur la litière de feuilles. Le mâle surveille les œufs pendant 2 semaines jusqu'à ce qu'ils éclosent. Il les humidifie régulièrement et les défend contre les prédateurs. Après l'éclosion, le mâle transporte sur son dos les têtards jusqu'à un cours d'eau. Les têtards finiront seuls leur développement.

## Habitat et répartition
Cette espèce se rencontre de 150 à 1 400 m d'altitude sur le versant Ouest de la cordillère Occidentale en Équateur dans les provinces d'Azuay, de El Oro et de Loja, et au Pérou dans les régions de Piura, de Tumbes et d'Ancash.
C'est une espèce terrestre qui vit dans les forêts tropicales sèches et les plaines humides.

## Taxinomie
Elle a été relevée de sa synonymie avec Epipedobates tricolor par Schulte en 1999 ou elle avait été placée par Henle en 1992,.

### Publication originale
- Noble, 1921 : Five new species of Salientia from South America. American Museum novitates, no 29, p. 1-7 (texte intégral).